# Zăicana
Zăicana es una comuna y pueblo de la República de Moldavia ubicada en el distrito de Criuleni.
En 2004 la comuna tiene una población de 1902 habitantes, la casi totalidad de los cuales son étnicamente moldavos-rumanos.
Se conoce su existencia desde 1501.
Se ubica unos 15 km al norte de Chisináu, cerca de la carretera M21.